# Tropidophorus matsuii
Espèce
Tropidophorus matsuii est une espèce de sauriens de la famille des Scincidae.

## Répartition
Cette espèce est endémique de l'Est de la Thaïlande.

## Étymologie
Cette espèce est nommée en l'honneur de Masafumi Matsui.

## Publication originale
- Hikida, Orlov, Nabhitabhata & Ota, 2002 : Three new depressed-bodied water skinks of the genus Tropidophorus (Lacertilia: Scincidae) from Thailand and Vietnam. Current Herpetology, vol. 21, no 1, p. 9-23 (texte intégral).